# Marguerite Yourcenar
Marguerite Yourcenar (Bruxelles, 8. lipnja 1903. - Bar Harbor, 17. prosinca 1987.), rođena pod punim imenom Marguerite Antoinette Jeanne Marie Ghislaine Cleenewerck de Crayencour, francuska je spisateljica belgijskog podrijetla. Pisala je romane, poeziju, eseje, književne kritike te prijevode. Nakon velikog uspjeha svoga romana Hadrijanovi memoari, 1970. godine postaje članicom belgijske Kraljevske akademije francuskog jezika i književnosti, a 1980. postaje prva žena primljena u  Francusku akademiju.

## Životopis
Marguerite Yourcenar rođena je 8. lipnja u Bruxellesu pod imenom Marguerite de Crayencour (Yourcenar je anagram njezinog prezimena). Bila je kći Michela de Crayencoura, izvorno iz francuske Flandrije, i Belgijanke Fernande Cartier de Marchienne. 
Budući da joj je majka umrla deset dana nakon rođenja, Marguerite su odgajali njezin otac i baka. Zbog rata 1914. godine Marguerite i njezin otac pronašli su utočište u Engleskoj. Njezino prvo djelo, zbirka pjesama Le Jardin des Chimères, objavljeno je 1921. pod prezimenom Yourcenar, koje je autorica kasnije promijenila i pravnim putem 1947., kada je dobila američko državljanstvo. 
Umrla je 17. prosinca 1987. u Bar Harboru, u američkoj saveznoj državi Maine. Njezin pepeo prosut je na groblju Brookside u Somesvilleu, jednom od sela Mount Deserta, uz kuću koju je iznajmljivala sa svojom ljubavnicom Grace Frick tijekom njihova prva tri ljeta u Maineu.

## Teme i stil pisanja
Djela Marguerite Yourcenar imaju čvrsto uporište u mitologiji, duhovnosti i tragici. Proučavanje mitova različitog podrijetla često ju je vodilo do helenskih izvora. Primjerice, na početku romana Nova Euridika, koji aktualizira priču o Orfeju u suvremenom kontekstu, nalazi se dug esej o Pindaru. 
Od povijesnih do autobiografskih romana, opus Marguerite Yourcenar nalazi se na marginama prevladavajuće struje misli onoga doba te je obilježen ponajviše čistim i klasičnim jezikom i stilom, kao i estetizmom i naracijom. Zbog utjecaja istočnjačke i grčko-latinske filozofije, Yourcenarin je stil vrlo blizak humanizmu i renesansi. 
Vječna tema njezina opusa, bilo da se radi o romanu, priči ili eseju, jest povijest civilizacijskih epoha i djelovanje ljudskoga duha kroz njih. U Feux (hrv. Vatre), jednom od njezinih ranih djela napisanom 1936. godine, među devet prekrasnih lirskih priča, u osam nas vraća antici, bilo kroz mitološke likove poput Antigone ili Ahileja, filozofiju Platonova Fedona ili pak pjesnikinju Sapfo.
Za Yourcenar mitologija nema samo estetsku vrijednost, već izražava i metafiziku postojanja i izjednačavanje ljudskog i božanskog. To se izjednačavanje može primijetiti u obrađivanju problematike ravnoteže između ljubavi prema umu i ljubavi prema tijelu te u obrađivanju teme homoseksualnosti i načina njezinog izražavanja, kao u romanu Alexis ou le Traité du vain combat.
Priroda je također često bila osnovni pokretač njezina književnog nadahnuća, što je voljela posvjedočiti u javnim nastupima, cijeneći iznad svega prostore daljine i divljine, a s godinama će zanimanje za prirodu sve više rasti, čak i do aktivizma.

## Izabrana djela
- Le jardin des chimères (1921.)
- Les dieux ne sont pas morts (1922.)
- Alexis ou le traité du vain combat (1929.)
- La nouvelle Eurydice (1931.) (hrv. Nova Euridika)
- Denier du rêve (1934.)
- La mort conduit l'attelage (1934.)
- Feux (1936.) (hr. Vatre)
- Nouvelles orientales (1938.) (hrv. Orijentalne priče)
- Les songes et les sorts (1938.)
- Le coup de grâce (1939.) (hrv. Oproštajni udarac)
- Mémoires d'Hadrien (1951.) (hrv. Hadrijanovi memoari)
- Électre ou la chute des masques (1954.)
- Les charités d'Alcippe (1956.)
- Constantin Cavafy (1958.)
- Sous bénéfice d'inventaire (1962.)
- Fleuve profond, sombre rivière: les negros spirituals (1964.)
- L'Œuvre au noir (1968.) (hrv. Crna mijena)
- Théâtre (1971.)
- Souvenirs pieux (1974.) (hrv. Sveta sjećanja)
- Archives du Nord (1977.)
- Le labyrinthe du monde (1974. – 84.)
- Mishima ou la vision du vide (1980.) (hrv. Mishima ili vizija praznine)
- Anna, soror... (1981.)
- Comme l'eau qui coule (1982.)
- Le temps, ce grand sculpteur (1984.)
- The Dark Brain of Piranesi and Other Essays (1984.)
- Quoi? L'Éternité (1988.) (hrv. Što? Vječnost)